# Joseph Sécret Pascal-Vallongue
Pour les articles homonymes, voir Vallongue.
Joseph Sécret Pascal-Vallongue, né le 14 avril 1763 à Sauve dans le Gard et mort le 17 juin 1806 à Castelleone, en Italie, est un général français de la Révolution et de l’Empire, blessé mortellement au siège de Gaète.

## Biographie

### Début de carrière
Joseph Sécret Pascal-Vallongue naquit à Sauve (département du Gard) le 14 avril 1763, fils de Simon-Pierre Pascal de Vallongue et de Louise Bruguière de Cazenove. Ingénieur des ponts et chaussées auprès des États de Languedoc à la fin de l’Ancien Régime, partisan des principes de 1789, il participe à l’organisation du camp des Fédérés sous Paris en septembre 1792, puis est chargé un an plus tard par le département de l’Aisne de fortifier les rives de l’Oise autour de Guise. Il est ensuite affecté en juin 1794 comme capitaine à l’armée du Nord au corps du génie auprès du général Marescot et participe aux sièges des places-fortes de la frontière : Landrecies, Le Quesnoy, Valenciennes et Maastricht.
Nommé chef de bataillon en novembre 1794, il dirige la démolition des forteresses de Charleroi et de Namur. Il est en poste à l’armée du Rhin lors du second siège de Mayence, commencé en octobre 1794 et levé par Pichegru à la fin d’octobre 1795. À l'issue de la première campagne d'Italie, le commandement des îles de la Grèce lui est confié après la paix d’Udine. Il y prend sous sa protection le jeune corfiote Stamátis Voúlgaris qui vient ensuite en France étudier le génie, et réalise en 1829 à Patras la première planification urbaine de la Grèce indépendante.

### Captivité à Constantinople
En 1798, Pascal-Vallongue est retiré des îles Ioniennes pour l’expédition d’Égypte. Fait prisonnier à la bataille d’Aboukir, il revient en France sur parole avec quarante-cinq autres officiers. Le vaisseau qui les porte ayant relâché à Syphante, ils sont toutefois livrés aux Turcs par le capitaine, chargés de fers, envoyés à Constantinople et enfermés dans les prisons du bagne. Son talent pour la poésie, qu’il cultive par amusement, lui est singulièrement utile en cette occasion. Une épître en vers qu’il adresse à Constance Spencer Smith, épouse du chargé d'affaires britannique auprès de la Porte, pour l'intéresser à son sort et à celui de ses compagnons d’infortune, touche cette femme sensible, belle-sœur de sir Sidney Smith, qui est alors en grand crédit à la cour ottomane et qui obtient facilement leur liberté. Voici un extrait du poème qui leur offrit la liberté :

« Partout il sera répété,
Par la voix de la gloire et de l'humanité,
Cet hommage inspiré par la reconnaissance :
Des Français dans les fers gémissaient à Byzance ; 
Spencer les entendit, accueillit leur malheur;
Leur sort toucha la belle et sensible Constance,
Sidney vint, et Sidney fut leur libérateur. »

Le poète captif trouve au bagne une centaine de Français, restes mutilés de 400 braves qui ont succombé sous l’effort de 11 000 Turcs à la bataille de Nicopolis en Épire, le 23 octobre 1798. Il a publié la relation de cette affaire et des mauvais traitements subis par les prisonniers. Devenu successivement colonel directeur des fortifications, sous-directeur du dépôt de la guerre et aide major du maréchal Berthier, Vallongue travaille en cette dernière qualité aux préparatifs de l'expédition contre l'Angleterre. C'est dans les loisirs du camp de Boulogne qu'il compose la Notice historique sur la ville de Saint-Omer, déposée à la bibliothèque publique de cette ville.

### Campagnes d'Allemagne et de Naples
La guerre ayant repris après le court interlude de la paix d’Amiens, Pascal-Vallongue, qui a recouvré par ce traité le droit de reprendre les armes, sert de nouveau avec distinction en Allemagne et en Italie. À Ulm, il a la mission de recevoir les drapeaux que l’armée autrichienne vaincue dépose aux pieds du vainqueur. Il est promu général de brigade du génie le 25 décembre 1805 après la bataille d'Austerlitz. Après cet engagement, il prend le commandement du génie au siège de Gaète, où il est tué le 17 juin 1806. Les troupes consacrent un monument à sa mémoire après avoir fait leur entrée dans la place, quatre jours après sa mort, et le chef du gouvernement napolitain à cette époque lui en fait ériger un autre, sculpté par Canova, et sur lequel est placée par ses ordres une inscription à sa mémoire.

### Écrits
Le général Vallongue a fourni des articles aux six premiers volumes du Mémorial topographique et militaire, dressé au dépôt de la Guerre, collection estimée et fort importante. Ses lettres (il a une longue conversation littéraire avec Christine Vialars, belle-sœur de Jacques-Antoine Mourgue, de Montpellier) témoignent d’abord de son engagement profondément républicain, ce qui l’oppose déjà à sa « bonne amie » plus monarchiste, et de son hostilité générale aux fripons, notamment aux commissaires des guerres qu’il dénonce dans un mémoire au Directeur Carnot, en avril 1796.

## Distinctions
- Il fait partie des 660 personnalités à avoir son nom gravé sous l'arc de triomphe de l'Étoile. Il apparaît sur la 28e colonne (l’Arc indique VALLONGUE).
- Son buste, réalisé par Jean-Baptiste Joseph Debay, le Père, orne parmi d'autres la galerie des Batailles du château de Versailles.

## Sources
- Pascal Chambon, Joseph Pascal de Vallongue, un général gardois sous la Révolution et l'Empire, Presses Universelles 1974.
- « Pascal-Vallongue », dans Dictionnaire biographique du Gard, Paris, Flammarion, coll. « Dictionnaires biographiques départementaux » (no 45), 1904 (BNF 35031733), p. 481.
- « Pascal-Vallongue (Joseph-Secret) » par Jacques Vincens-Saint-Laurent dans Louis-Gabriel Michaud, Biographie universelle ancienne et moderne : histoire par ordre alphabétique de la vie publique et privée de tous les hommes, 1843-1865, 2e éd. [détail des éditions] (lire sur Wikisource).
- H. Piers, Biographie de la ville de Saint-Omer, Saint-Omer, J. B. Lemaire, 1835 (lire en ligne)Voir un portrait de Pascal-Vallongue en page 192.